# Jacques Carlu
Jacques Carlu (n. 7 aprilie 1890, Bonnières, Seine-et-Oise, Franța – d. 3 decembrie 1976, Paris, Île-de-France, Franța), a fost un arhitect francez, laureat al Prix de Rome în 1919.

## Instruire si studii
Elev al lui Alfred-Henri Recoura (1864-1940), Jacques Carlu a prezentat în 1919 proiectul său pentru Prix de Rome în arhitectură cu tema „Palatul pentru Liga Națiunilor, la Geneva (franceză Palais pour la Ligue des Nations, à Genève). El a primit „prix de Rome” împreună cu Jean-Jacques Haffner pentru acest proiect.
Jacques Carlu a colaborat cu Robert Mallet-Stevens la mai multe proiecte, ceea ce a asigurat o cunoaștere a acestora, deoarece Mallet-Stevens nu a dorit să lase nicio documentație. Printre proiectele arhivate se numără un muzeu al Republicii.

## Principalele realizări
Jacques Carlu a avut o contribuție semnificativă în domeniul arhitecturii, realizând mai multe proiecte remarcabile în diverse locații, inclusiv în Franța și în afara ei. Iată câteva dintre cele mai cunoscute lucrări ale sale:
- Palatul Chaillot din Paris (1936-1938), realizat în colaborare cu Louis-Hippolyte Boileau și Léon Azéma. Stilul său monumental și oficial a stârnit opoziția susținătorilor arhitecturii de avangardă. Acesta a fost construit folosind cele două aripi curbate ale vechiului Trocadéro, separate de o terasă centrală și înconjurând grădinile și un bazin central.
- The Carlu în Toronto.
- Restaurantul Eaton Le 9e din Montreal (1930-1931).
- Palatul NATO (1959) la Porte Dauphine din Paris (arondismentul 16), care a devenit ulterior Universitatea Paris Dauphine.
- Teatrul Național al Bretaniei (TNB), construit în Rennes în 1968.
- Rezidența Murat[17], din Paris, construită în 1956.
- Liceul Henri-Bergson din Paris, construit în perioada 1954-1967[18].
- Liceul din Libourne (Liceul Max-Linder) în perioada 1957-1960.
- Centrul Censier al Facultății de Litere din Paris (viitoarea Université Sorbonne-Nouvelle) în 1964[19].
- Liceul Jean-Jaurès din Montreuil, inaugurat în 1964[20].

Aceste proiecte reprezintă diversitatea și influența vastă a operei lui Jacques Carlu în domeniul arhitecturii.
Jacques Carlu a fost membru al Académie des beaux-arts, una dintre cele cinci academii care fac parte din Institut de France. A fost ales membru al acestei prestigioase instituții pentru contribuția sa semnificativă în domeniul arhitecturii. Acesta este unul dintre numeroasele sale recunoașteri și onoruri pentru munca sa remarcabilă în acest domeniu.

## Familie
În 1913, Jacques Carlu s-a căsătorit cu Anne (sau Natacha) născută Pecker (1895-1972), care a fost pictoriță și decoratoare. Cuplul nu a avut copii.
Jacques Carlu și fratele său, Georges Léon Jean (1900-1997), sunt înmormântați împreună la cimitirul Passy din Paris, arondismentul 16 (75116 Paris).